# Plaza de toros de Estella
La plaza de toros de Estella es el coso taurino inaugurado el 2 de septiembre de 1917 en la localidad navarra de Estella y que es utilizado para festejar la Feria del Toro de Estella durante las fiestas de la localidad en el mes de agosto.
Es una de las plazas de toros con mayor antigüedad en la Comunidad Foral de Navarra, junto a la plaza de toros de Corella (inaugurada en 1856), la plaza de toros de Peralta (1883), la plaza de toros de Fitero (1897), la plaza de toros de Lodosa (1901), la Monumental de Pamplona (1922) o la Chata de Tudela (1933).

## Características
La plaza de toros estellesa tiene una capacidad de 4.500 espectadores y es de 3ª categoría.

## Festejos
Actualmente se celebran los siguientes festejos taurinos:
- Corrida de toros.
- Corrida de rejones.
- Novillada.
- Espectáculo infantil.
- Concurso de recortadores.

## Polémicas
Durante unos meses, esta plaza de toros fue utilizada como zona de esparcimiento canina.